# (4362) Carlisle
(4362) Carlisle es un asteroide perteneciente al cinturón de asteroides, descubierto el 1 de agosto de 1978 por el equipo del Observatorio Perth desde el Observatorio Perth, Bickley, Australia.

## Designación y nombre
Designado provisionalmente como 1978 PR4. Fue nombrado Carlisle en honor de Albert John Carlisle que durante sus últimos 52 años  encontró más de 9000  meteoritos en la llanura de Nullarbor de Australia Occidental.

## Características orbitales
Carlisle está situado a una distancia media del Sol de 2,238 ua, pudiendo alejarse hasta 2,465 ua y acercarse hasta 2,011 ua. Su excentricidad es 0,101 y la inclinación orbital 4,715 grados. Emplea 1223 días en completar una órbita alrededor del Sol.

## Características físicas
La magnitud absoluta de Carlisle es 13,1. Tiene 5,59 km de diámetro y su albedo se estima en 0,391.